# Kathedrale St. Johannes der Täufer (Norwich)

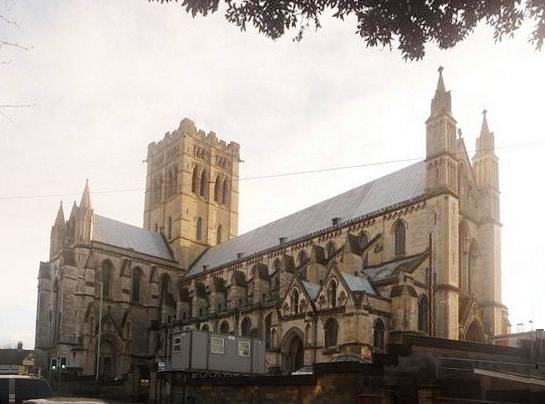
Kathedrale St. Johannes der Täufer von Norden

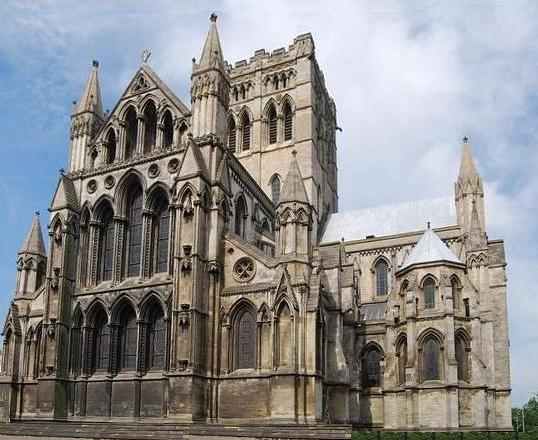
Ostfassade

Die Kathedrale St. Johannes der Täufer (Cathedral Church of St John the Baptist) in der ostenglischen Stadt Norwich ist die Bischofskirche des römisch-katholischen Bistums East Anglia. Die von George Gilbert Scott Junior 1882 entworfene neugotische Basilika wurde 1910 vollendet. Sie ist die zweitgrößte katholische Kathedrale in England nach Westminster Cathedral und seit 1954 als Grade-I-Bauwerk gelistet. Einen Großteil der Baukosten stiftete der Herzog von Norfolk Henry Fitzalan-Howard.

## Geschichte
Um die Mitte des 18. Jahrhunderts gab es in Norwich eine Jesuitenmission und eine bescheidene Hinterhof-Kapelle mit dem Patrozinium Johannes des Täufers in der Maddermarket Street. Im Zuge der Katholikenemanzipation entstand in den 1820er Jahren die klassizistische Apostel-Kapelle in der Willow Lane, heute eine Anwaltskanzlei. Die Gemeinde wuchs durch Konversionen und durch irische Zuwanderer. Um 1870 wurde eine zweite katholische Kirche an der Fisher Lane errichtet.
1877 heiratete Henry Fitzalan-Howard, Oberhaupt der einzigen katholischen Familie des englischen Hochadels und Stifter der Kathedralen von Southwark, Arundel und Sheffield. Er beschloss, als Dank an Gott in Norwich, der Hauptstadt seiner titelgebenden Grafschaft Norfolk, eine neue repräsentative Kirche erbauen zu lassen, und bestimmte selbst den Architekten. Zu dieser Zeit wurde das alte Stadtgefängnis abgerissen und dadurch ein zentrumsnaher Bauplatz frei. Am 17. Juli 1884 wurde der Grundstein gelegt.
1892, als die große Kirche zur Hälfte fertig war, kam es zu einer Unterbrechung der Arbeiten, weil der Bau nicht im vollen Umfang genehmigt war. Fitzalan-Howard erreichte mit einem sehr persönlichen Brief an die Vertreter der Stadt den Weiterbau. 1894 war das Langhaus so weit vollendet, dass die Pfarrgottesdienste in der neuen Kirche gefeiert werden konnten. Nach Abschluss aller Arbeiten vollzog der Bischof von Northampton Frederick William Keating am 8. Dezember 1910 die Kirchweihe.
Der katholische Bevölkerungsanteil in der Region wuchs weiter, und 1976 wurde aus dem Ostteil des Bistums Northampton die neue Diözese East Anglia mit Sitz in Norwich gebildet. Die kathedralmäßige Pfarrkirche wurde damit auch kirchenrechtlich zur Kathedrale.

## Architektur und Ausstattung
Die Johannes-Kathedrale gilt als eines der bedeutendsten Beispiele der englischen Neugotik. Zugleich steht sie der kontinentaleuropäischen Frühgotik näher als vergleichbare Bauwerke ihrer Zeit in England. Die Gesamtlänge beträgt 84 Meter. Das dreischiffige Langhaus besteht aus einem Narthex und neun Jochen mit Triforien, Obergaden und Kreuzgratgewölben. Das Querhaus umfasst zwei dreijochige Arme und die quadratische Vierung, über der ein mächtiger, zinnenbekrönter Vierungsturm steht. Der dreijochige Chor schließt flach. Alle vier Fassaden sind reich mit Fenstern, Giebeln und Flankentürmen geschmückt.
Der gewaltige Raum ist nur zurückhaltend ausgestattet und wirkt vor allem durch den Bauschmuck. Im Chorbogen steht ein Triumphkreuz. Die schmalen, maßwerklosen Fenster sind mit vielfarbigen Bibel- und Heiligenbildern verglast.